# 1897–1898-as belga labdarúgó-bajnokság (első osztály)
Az 1897–1898-as Jupiler League volt a 3. alkalommal megrendezett, legmagasabb szintű labdarúgó-bajnokság Belgiumban. A szezonban 5 klubcsapat vett részt.
A címvédő a Rhodienne-De Hoek volt. A bajnoki trófeát a Liège csapata nyerte meg, a bajnokság történetében másodjára.

## Tabella
| Hely. | Csapat                                 | M | Gy | D | V | G+ | G– | Gk  | P  | Továbbjutás vagy kiesés |
| ----- | -------------------------------------- | - | -- | - | - | -- | -- | --- | -- | ----------------------- |
| 1.    | Liège                                  | 8 | 6  | 2 | 0 | 30 | 5  | +25 | 14 | A szezon bajnoka        |
| 2.    | Rhodienne-De Hoek                      | 8 | 4  | 2 | 2 | 18 | 7  | +11 | 10 |                         |
| 3.    | Léopold                                | 8 | 2  | 4 | 2 | 17 | 23 | −6  | 8  |                         |
| 4.    | Athletic and Running Club de Bruxelles | 8 | 2  | 2 | 4 | 11 | 17 | −6  | 6  |                         |
| 5.    | Antwerp                                | 8 | 1  | 0 | 7 | 7  | 31 | −24 | 2  |                         |